# Psammoecus eximius
Psammoecus eximius es una especie de coleóptero de la familia Silvanidae.

## Distribución geográfica
Habita en Vietnam.